# Gare de Joinville-le-Pont
Ne doit pas être confondu avec Gare de Joinville.
La gare de Joinville-le-Pont est une gare ferroviaire française de la commune de Joinville-le-Pont (département du Val-de-Marne) à la limite du bois de Vincennes (12e arrondissement de Paris).

## Histoire

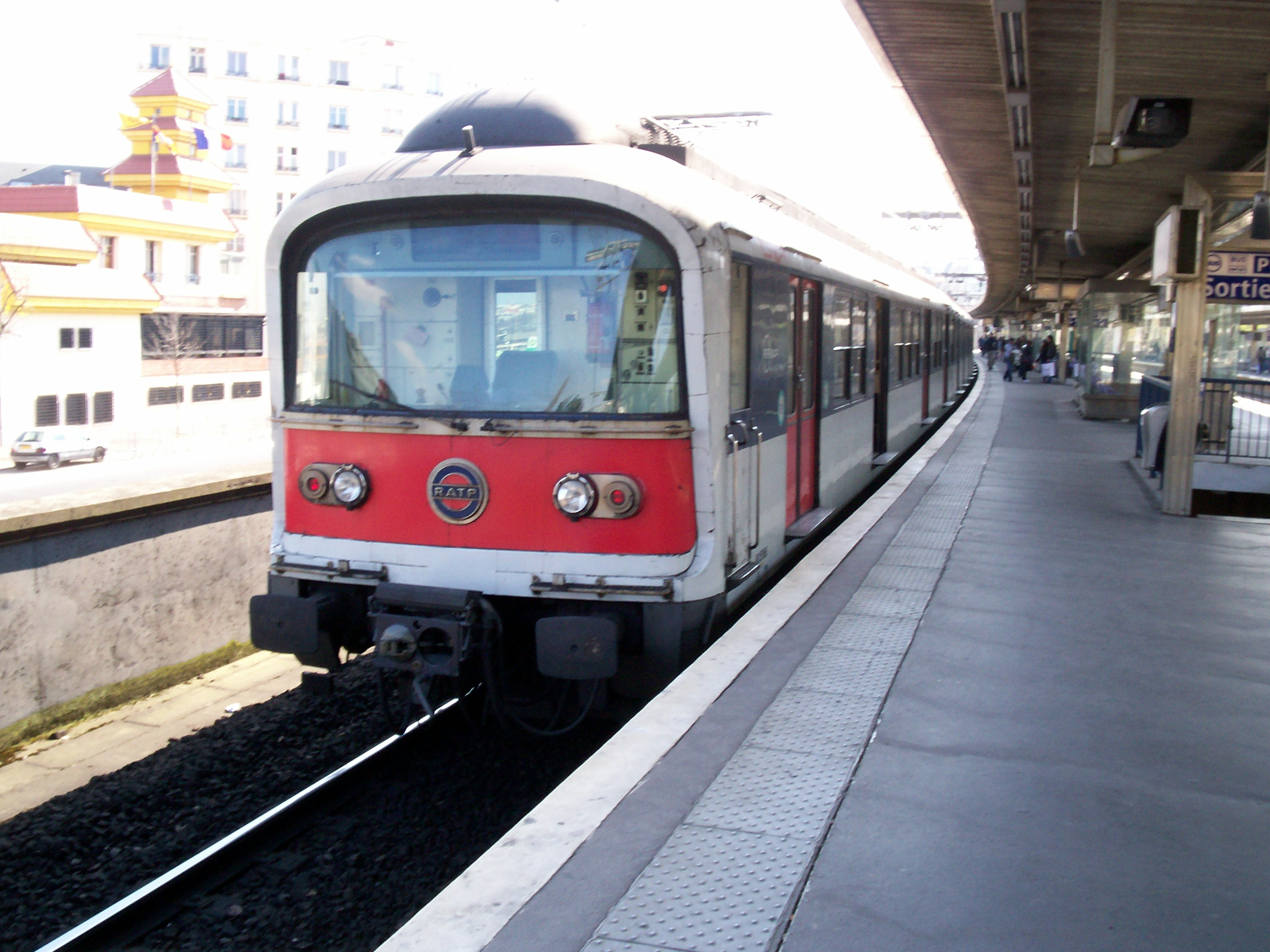
Rame MS 61 à quai.

En 2021, la fréquentation annuelle estimée par la RATP est de 3 034 093 voyageurs.
La gare RER actuelle est ouverte en 1969[réf. nécessaire].

## Service des voyageurs

### Accueil

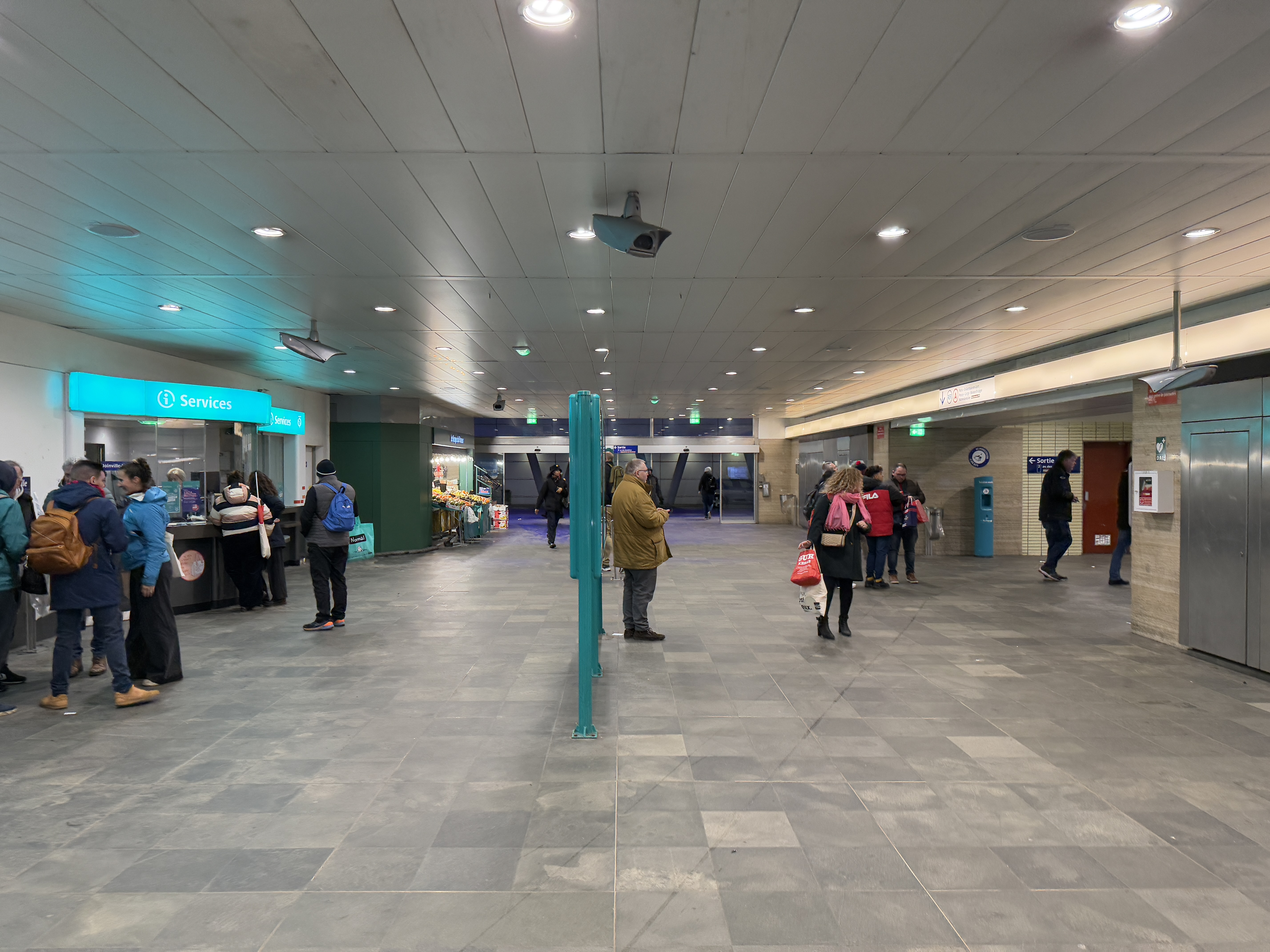
Hall d'accueil.

La gare est équipée de 4 voies et 2 quais. Ces derniers sont centraux et sont desservis par une voie noble et une voie d'évitement.

### Accès
La gare comporte trois accès :
- l'accès no 1 « rue Jean Mermoz » ;
- l'accès no 2 « avenue des Canadiens - Hippodrome de Vincennes » ;
- l'accès no 3 « avenue Jean Jaurès ».

Accès à la gare
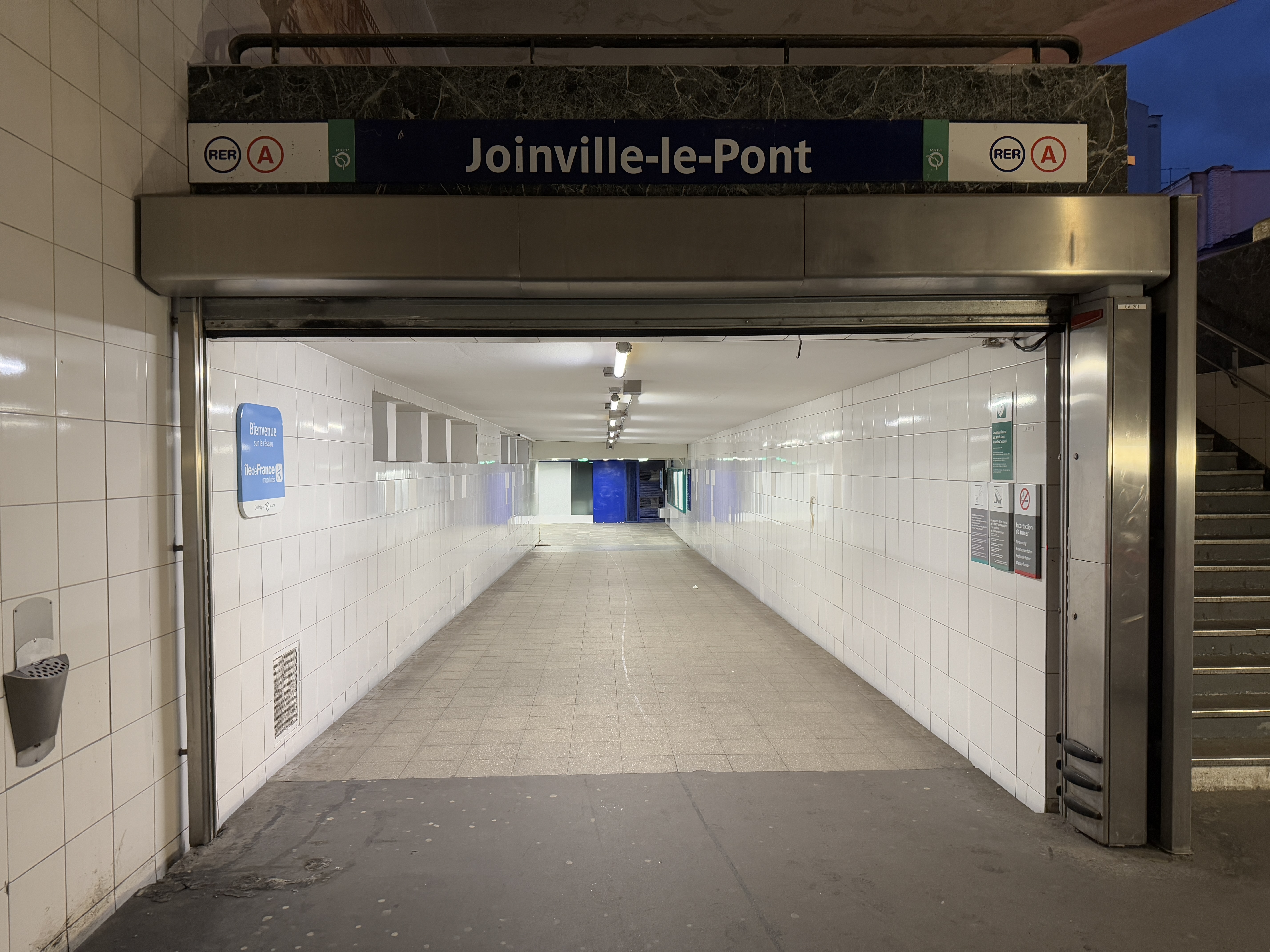
L'accès no 1 « Rue Jean Mermoz ».
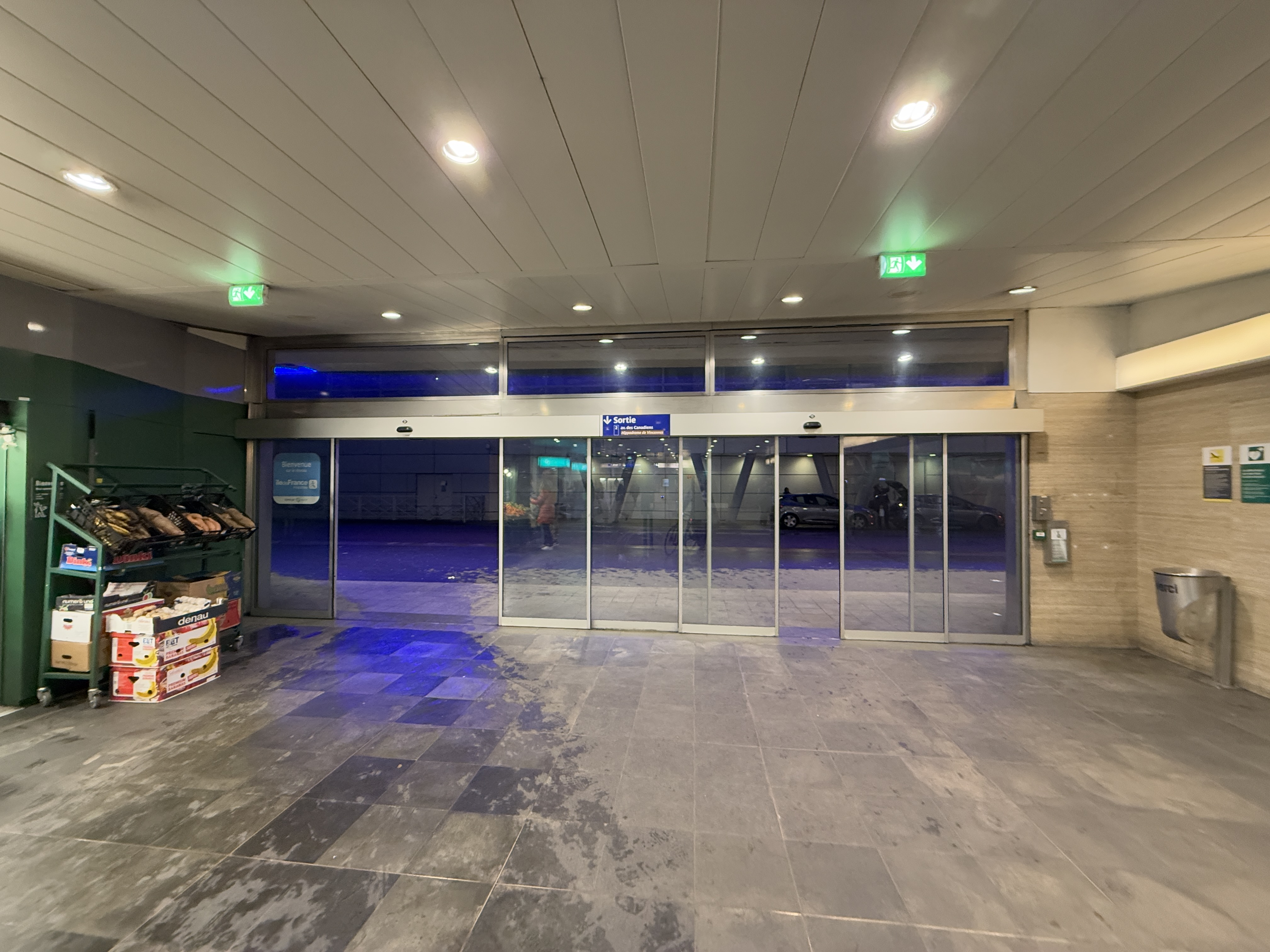
L'accès no 2 « Avenue des Canadiens ».
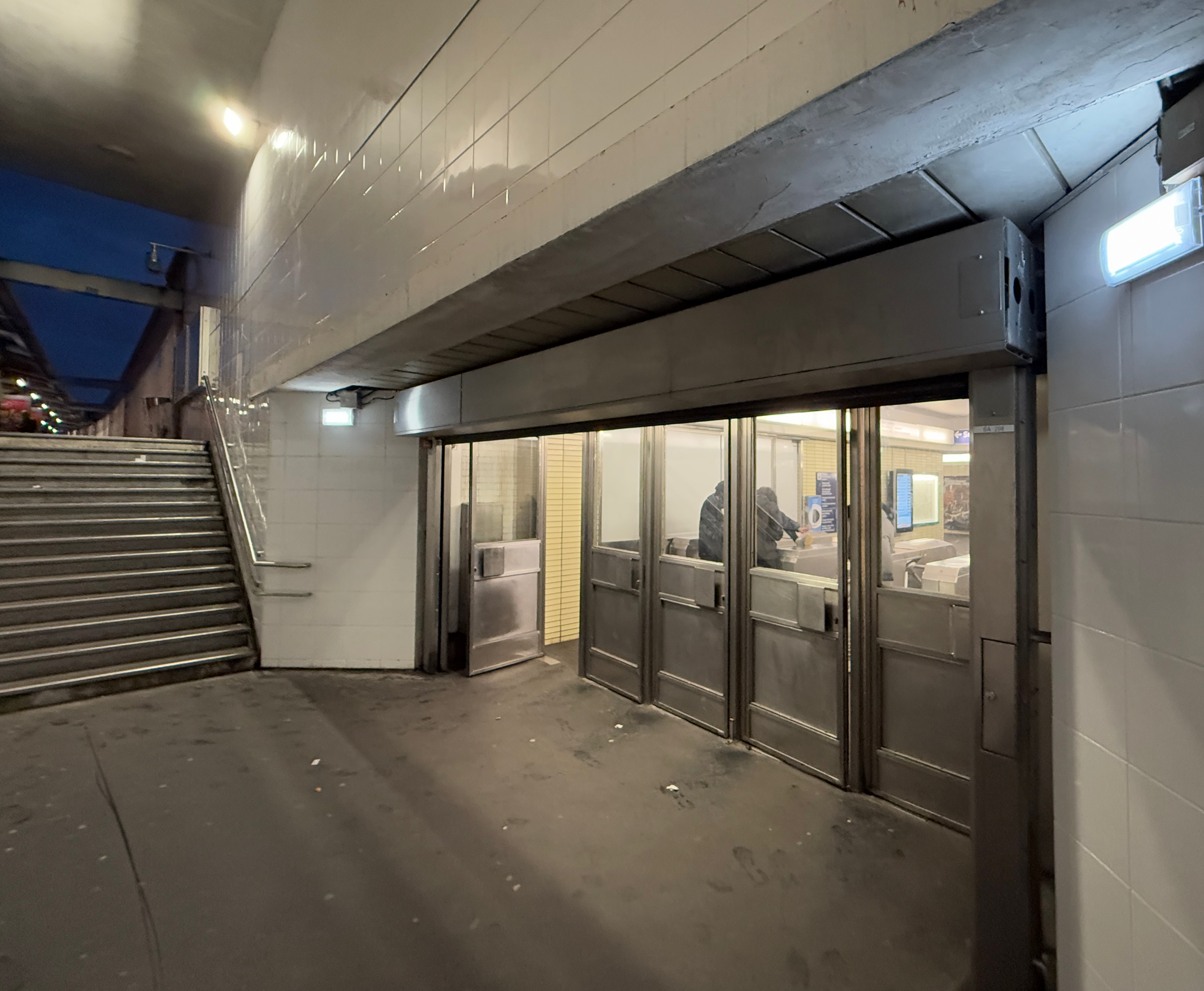
L'accès no 3 « Avenue Jean Jaurès ».

### Desserte
La gare est desservie par les trains de la ligne A du RER parcourant la branche A2 de Boissy-Saint-Léger. Elle est desservie par 12 trains par heure et par sens aux heures de pointe, 6 trains en heures creuse en semaine, un train toutes les 10 minutes toute la journée des samedis et dimanches aux heures creuses et un train toutes les 15 minutes en soirée, toute la semaine. Elle peut faire l'objet de trains terminus ou origine en situation perturbée, grâce à la présence des 4 voies à quai précitées, ainsi que d'un tiroir côté Boissy.

### Intermodalité
La gare est desservie par les lignes les lignes 77, 101, 106, 108, 110, 112, 201 et 281 du réseau de bus RATP ainsi que par la ligne N33 du service de bus de nuit Noctilien.

## À proximité
- Bois de Vincennes
- Bords de Marne
- Île Fanac
- Temple bouddhique Linh Son